# سلاق يلقي (غرغان بوي)
سلاق یلقي (بالفارسية: سلاق‌یلقی) هي قرية تقع في إيران في قسم غرغان بوي الريفي. يقدر عدد سكانها بـ 1,218 نسمة .